# Capurganá
Capurganá ist ein kolumbianisches Corregimiento mit 1222 Einwohnern (Stand 2005), überwiegend Nachfahren afrikanischer Sklaven, im Municipio Acandí des Departamento del Chocó an der Nordwestseite des Golfs von Urabá.
Capurganá, in der Sprache der Kuna-Indianer das „Land des roten Chili-Pfeffers“, ist Grenzort zur über Wasser eine Stunde entfernten panamaischen Grenzstation Puerto Obaldía und bemüht sich um Touristen. Es gibt keine Straßenverbindungen. Die Bootsfahrt nach Turbo auf der anderen Golfseite dauert zwei Stunden. Einige Wasserflugzeuge halten Verbindungen aufrecht.